# 多米尼加鱂
多米尼加鱂為輻鰭魚綱鯉齒目鯉齒亞目鯉齒鱂科的其中一種，分布於中美洲多明尼加的淡水流域，體長可達4公分，棲息在底中層水域。

## 擴展閱讀
維基物種上的相關：多米尼加鱂